# Vi är svenska fotbollsgrabbar
Vi är svenska fotbollsgrabbar, skriven av Georg "Åby" Ericson, är en fotbollslåt som var kampsång för Sveriges landslag vid VM 1974 i det dåvarande Västtyskland. Melodin spelades av Georg "Åby" Ericson på piano och sångtexten sjöngs av spelarna.

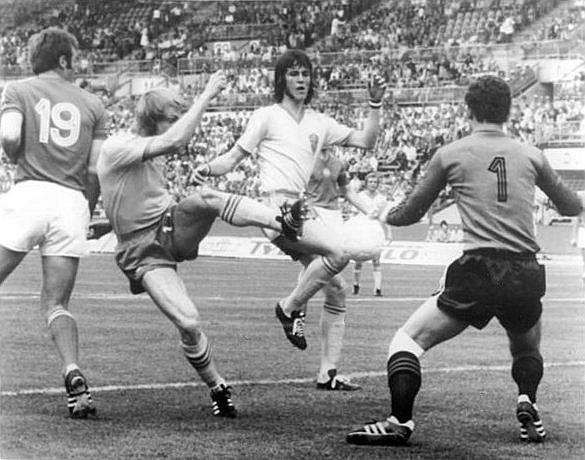
Sveriges fotbollslandslag nådde framgångar 1974, och sången blev populär.

Sveriges slutade på femteplats i turneringen, vilket allmänt betraktades som en framgång, och melodin blev populär. Den låg på Svensktoppen under perioden 30 juni-21 juli 1974, och placerade sig på två femteplatser följda av en sjunde och en nionde plats .
Inför VM 2002 i Japan och Sydkorea spelade Magnus Uggla in en cover på sången.